# Epipleoneura metallica
Epipleoneura metallica är en trollsländeart som beskrevs av Racenis 1955. Epipleoneura metallica ingår i släktet Epipleoneura och familjen Protoneuridae. IUCN kategoriserar arten globalt som livskraftig. Inga underarter finns listade i Catalogue of Life.